# Kurmanbek Bakiyev
Kurmanbek Saliyevich Bakiyev (em quirguiz Курманбек Сали уулу Бакиев, em russo:  Курманбек Салиевич Бакиев; Masadan, 1 de agosto de 1949) é um político do Quirguistão. Bakiyev foi presidente do Quirguistão, de 25 de março de 2005 até 15 de abril de 2010.

## Carreira
No governo, Kurmanbek Bakiyev manteve a política repressiva do antecessor, Askar Akayev. Ele foi re-eleito nas eleições presidenciais de 2009, sob grande suspeita de fraude. A imprensa russa, que controla grande parte dos meios de comunicação quirguizes, promoveu uma campanha contra Bakyiev em abril de 2010, ao mesmo tempo em que ele se aproximou dos Estados Unidos. Bakyiev, que havia prometido desativar a base militar americana de Manas, desistiu de fazê-lo quando o governo de Barack Obama ofereceu melhores condições financeiras para o aluguel da base.
Com as revoltas quirguizes em abril de 2010, Bakiev foi forçado a abandonar a capital do país, em meio a manifestações de opositores. Ele foi sucedido no poder de facto por sua ex-ministra das Relações Exteriores, Roza Otunbayeva O descontentamento da população foi motivado pela prevalência da corrupção e do autoritarismo no governo de Bakyiev, além de ter havido um forte aumento do preço de serviços básicos no país em 2010. Em seu governo, ele empregou seu irmão Janish e seu filho Maxim em posições-chave, o que suscitou acusações de nepotismo. Temia-se ainda que Maxim estivesse recebendo uma preparação para suceder ao pai no poder.
Bakyiev possui uma base de apoio político no sul do país, mas mesmo as lideranças políticas da região se dividiram depois das revoltas de abril de 2010. As áreas ao norte, inclusive a capital, Bisqueque, rejeitam sua presença.
Em 16 de abril de 2010, Bakiyev formalizou sua renúncia, durante período de fuga no Cazaquistão e nove dias depois de ter sido destituído.